# The Firm
The Firm és un thriller estrenat el 1993, dirigida per Sydney Pollack, i protagonitzada per Tom Cruise, Jeanne Tripplehorn, Gene Hackman, Ed Harris, Holly Hunter, Gary Busey, i David Strathairn. La pel·lícula es basa en la novel·la homònima de 1991 de John Grisham. Holly Hunter va ser nominada per l'Oscar a la millor actriu secundària el 1994.

## Argument
Un jove advocat, Mitch McDeere, és contractat per un bufet de Memphis que sembla tenir molts secrets. Quan descobreix que estan representant el crim organitzat, i quin preu han pagat altres que ho han descobert, arrisca la seva vida per escapar-se.

## Repartiment
- Mitch McDeere (Tom Cruise) – protagonista; graduat a Harvard
- Abigail "Abby" McDeere (Jeanne Tripplehorn) – Dona de Mitch
- Avery Tolar (Gene Hackman) – El mentor de Mitch a l'Empresa
- Lamar Quin (Terry Kinney) – L'amic de Mitch que treballa a l'Empresa
- Oliver Lambert (Hal Holbrook) – soci senior a l'Empresa
- Tammy Hemphill (Holly Hunter) – La vella secretària d'Eddie, ajuda Mitch i copia arxius
- Ray McDeere (David Strathairn) – El germà de Mitch, a la presó per homicidi involuntari
- Bill Devasher (Wilford Brimley) – cap de seguretat a l'Empresa
- Barry Abanks (Sullivan Walker) – propietari del negoci de submarinisme
- Eddie Lomax (Gary Busey) – investigador privat, amic de Ray McDeere
- Agent Wayne Terrance (Ed Harris) – l'agent al càrrec de la investigació a l'Empresa, primer conatcte de Mitch amb l'FBI
- F. Denton Voyles (Steven Hill) – Director de l'FBI
- The Nordic Man (Tobin Bell)
- Sonny Capps (Jerry Weintraub)
- Girl on beach (Karina Lombard)
- Tommie Morolto (Paul Sorvino)
- Joey Morolto (Joe Viterelli)

## Producció
El nom de Gene Hackman no apareix al cartell; per l'acord de Tom Cruise amb la Paramount, només el seu nom podia aparèixer sobre el títol. Hackman també volia que el seu nom aparegués damunt els crèdits però quan això no es va acceptar, va demanar que el seu nom es tragués. El seu nom apareix en els crèdits finals.

## Rebuda
La reacció de la crítica ha estat molt positiva, amb un índex del 76% a Rotten Tomatoes. Roger Ebert va donar a The Firm tres estrelles de quatre, comentant: La pel·lícula és virtualment una antologia de petites bones actuacions dels personatges. ... La gran galeria de personatges fa de The Firm un producte convincent... [però] amb un guió cinematogràfic que desenvolupés la història més clarament, podria haver estat una pel·lícula superior, en comptes de només un conjunt de bones actuacions. La pel·lícula va tenir també algunes crítiques negatives, destacant la de James Berardinelli, que deia que molt poc de la versió escrita ha estat reeixidament traduït a la pantalla, i ha quedat un thriller pedant. Grisham va gaudir de la pel·lícula, comentant: Penso que [Tom Cruise] ha fet una bona feina. Interpretava el soci jove innocent molt bé.

## Recaptació
La pel·lícula va tenir un èxit enorme, aconseguint 158 milions de dòlars als Estats Units i 111 a altres països (270 milions a escala mundial). Addicionalment, era la pel·lícula classificada R que va guanyar més el 1993 i de qualsevol pel·lícula basada en una novel·la de Grisham.